# Linköpings domsagas tingslag
Linköpings domsagas tingslag var ett tingslag i Östergötlands län och Linköpings domsaga, bildat samtidigt med domsagan 1 januari 1924 (enligt beslut den 8 juni 1923) av Valkebo och Gullbergs tingslag och Åkerbo, Bankekinds och Hanekinds tingslag. 1964 tillfördes Kinda och Ydre tingslag.

## Ingående områden
Tingslaget omfattade häraderna Bankekind, Gullberg, Hanekind, Valkebo och Åkerbo, samt från 1964 Ydre och Kinda härader.

### Kommuner
Tingslaget bestod av följande kommuner den 1 januari 1952:
- Askeby landskommun
- Björsäters landskommun
- Kärna landskommun
- Landeryds landskommun
- Norra Valkebo landskommun
- Södra Valkebo landskommun
- Vreta klosters landskommun
- Vårdnäs landskommun
- Åkerbo landskommun
- Åtvidabergs köping